# Katholisches Datenschutzzentrum
Das Katholische Datenschutzzentrum ist eine Körperschaft des öffentlichen Rechts mit Sitz in Dortmund. Es wurde von den Erzdiözesen und Diözesen des Landes Nordrhein-Westfalen zur Gewährleistung eines dem staatlichen Bereich vergleichbaren Datenschutzstandards am 20. August 2015 errichtet. Das Katholische Datenschutzzentrum nimmt die kirchliche Datenschutzaufsicht auf der Grundlage der für die Mitgliedsdiözesen geltenden kirchlichen Datenschutzregelungen wahr, insbesondere des Gesetzes über den kirchlichen Datenschutz (KDG) in der für die Mitgliedsdiözese jeweils geltenden Fassung. Damit soll zugleich sichergestellt werden, dass bei den kirchlichen verantwortlichen Stellen im Sinne des KDG ausreichende Maßnahmen zum Datenschutz getroffen sind.
Leiter des Katholischen Datenschutzzentrums ist seit dem 1. September 2016 der Jurist Steffen Pau. Pau ist damit zugleich Diözesandatenschutzbeauftragter für die Bistümer Aachen, Essen, Köln, Münster (nordrhein-westfälischer Teil) und Paderborn. Das Dienstsiegel des Datenschutzzentrums zeigt den heiligen Ivo Hélory, Patron der Juristen.